# Sansevieria metallica
Sansevieria metallica är en sparrisväxtart som beskrevs av Joseph Gérôme och Labroy. Sansevieria metallica ingår i släktet bajonettliljor, och familjen sparrisväxter.

## Underarter
Arten delas in i följande underarter:
- S. m. metallica
- S. m. nyasica

## Bildgalleri

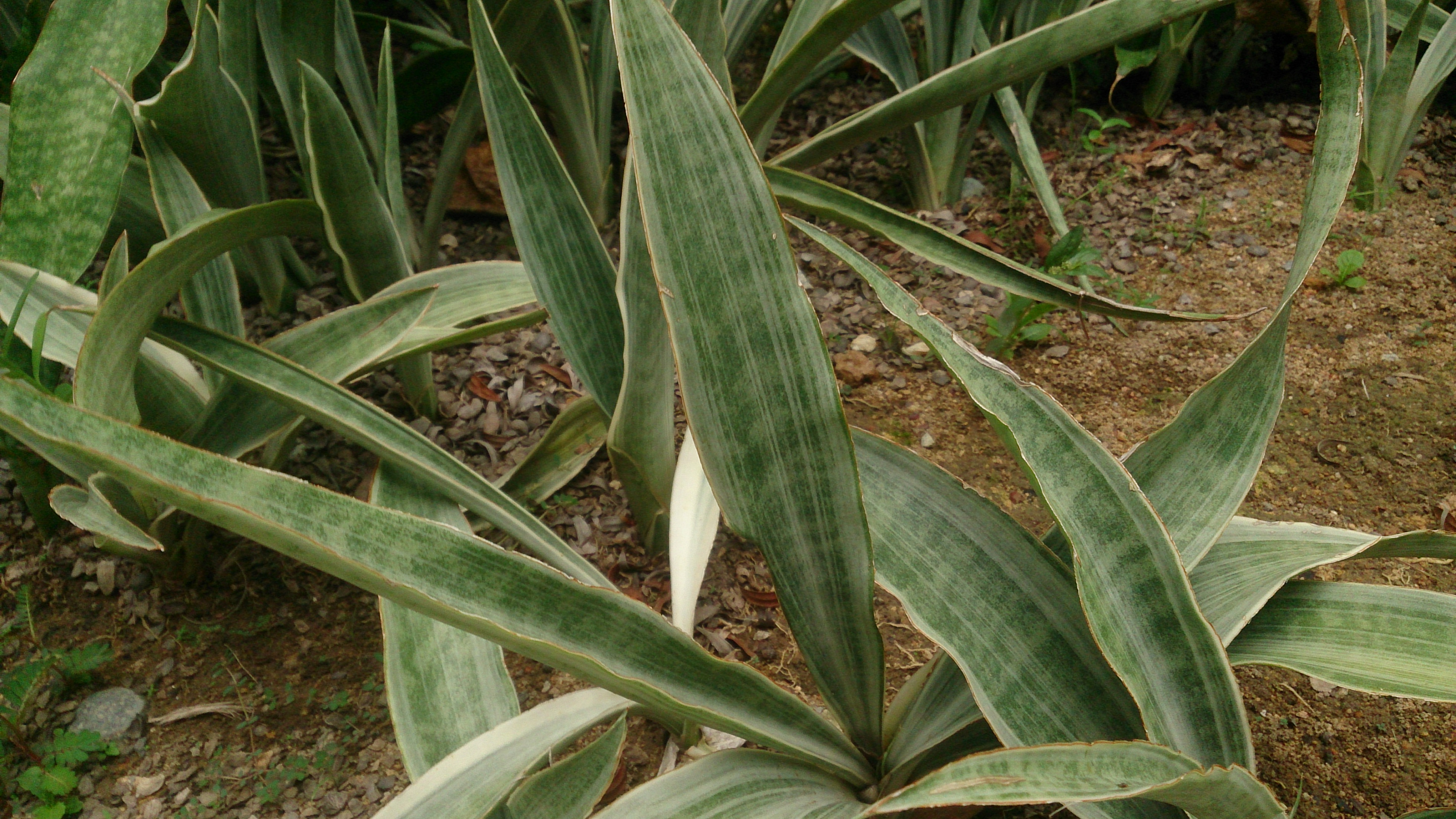
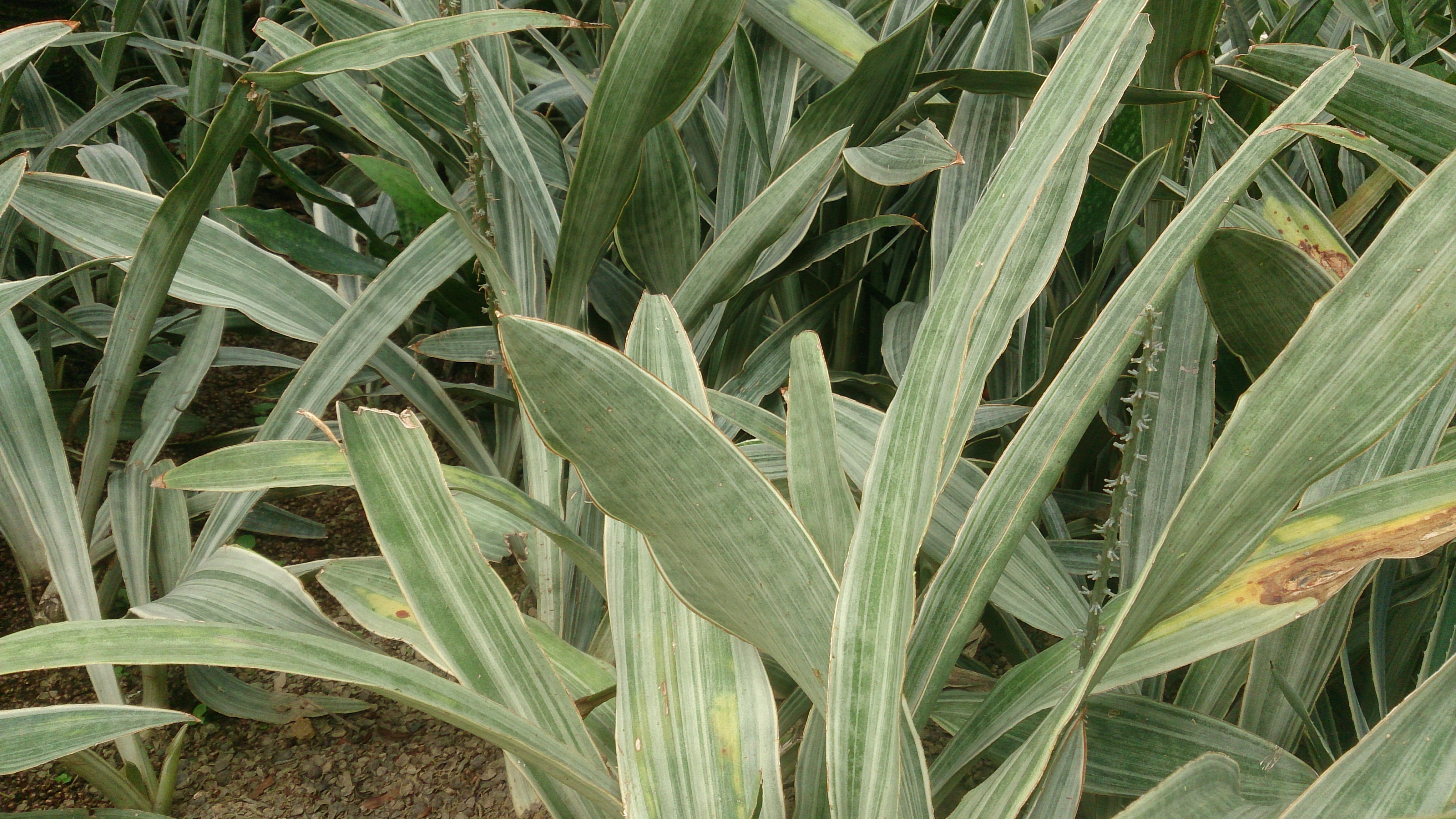
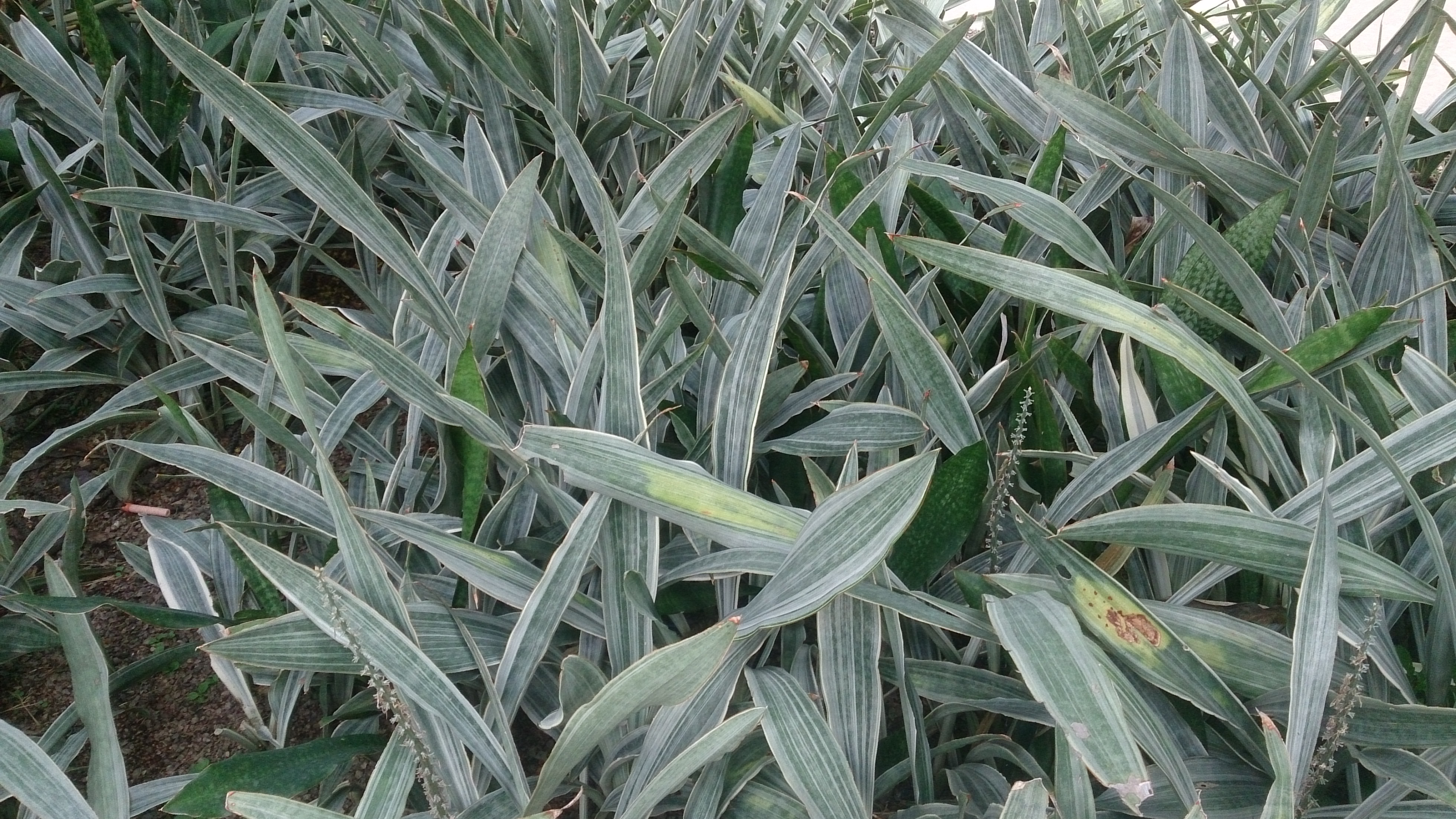